# Agnes Matilda Kalibata
Agnes Matilda Kalibata est une agronome et responsable politique rwandaise, et présidente de l'Alliance pour une révolution verte en Afrique (AGRA). 
Elle est ministre de l'agriculture et des Ressources animales du Rwanda de 2008 jusqu'à 2014 et commence son mandat de présidente de l'AGRA en 2014.

## Biographie

### Jeunesse et éducation
Agnes Matilda Kalibata nait au Rwanda et grandit en tant que réfugié en Ouganda auprès de parents petits exploitants agriculteurs. Elle obtient un baccalauréat en entomologie et biochimie, suivie d'une maîtrise en agriculture, tous deux à l'université Makerere en Ouganda. Elle a ensuite obtenu un doctorat en entomologie de l'université du Massachusetts à Amherst en 2005. Elle mène ensuite des recherches à l'Institut de recherche agricole de Kawanda avec l'Institut international d'agriculture tropicale, en collaboration avec l'université Makerere d'Uganda et l'université du Massachusetts.

### Carrière

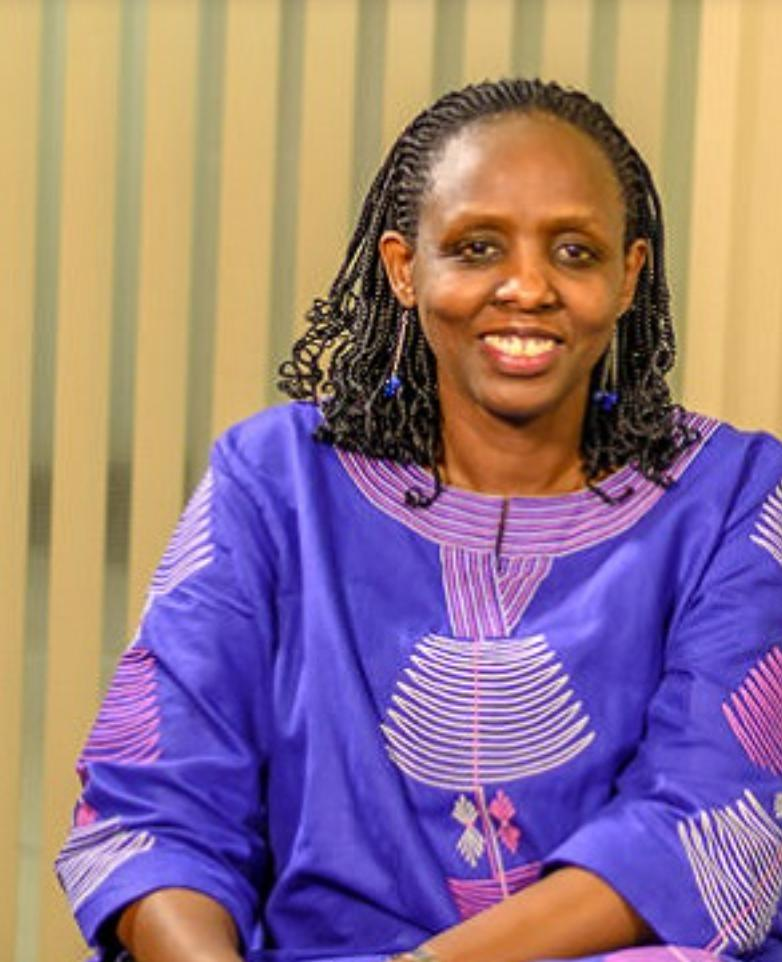
Agnes Matilda Kalibata en 2021.

Agnes Matilda Kalibata occupe plusieurs postes au Minagri, le ministère rwandais de l'agriculture et des ressources animales. Elle est nommée la secrétaire permanente du ministère en 2006, ministre d'État chargée de l'agriculture en 2008 et ministre de l'agriculture et des ressources animales en 2009,.
Tout au long de son mandat, elle encourage l'utilisation d'approches agricoles fondées sur la science pour augmenter la production alimentaire et améliorer la sécurité alimentaire, en mettant l'accent sur l'agriculture familiale. Elle met en place des politiques conçues pour connecter les agriculteurs avec leurs voisins et leurs clients, ainsi que des programmes d'agriculture coopérative, des programmes de partage des vaches qui ont facilité possession de vaches par le famille.
Au cours des six années où elle est ministre, le niveau de pauvreté du Rwanda chute de plus de 50 %. Le budget annuel du secteur agricole est passé de moins de 10 millions de dollars à plus de 150 millions de dollars, et le Rwanda est devenu le premier pays à signer un pacte dans le cadre du Programme détaillé de développement de l'agriculture africaine, une initiative de la Commission de l'Union africaine. Elle est félicitée par beaucoup pour ces réalisations, mais certains groupes de défense des droits de l'homme ont critiqué les politiques parce qu'un soutien financier n'était accordé qu'aux agriculteurs qui suivaient les politiques de remembrement des terres du gouvernement.
En 2014, elle est brièvement vice-chancelière adjointe de l'université du Rwanda pour l'avancement institutionnel. Depuis septembre 2014, elle est la présidente de l'Alliance pour une révolution verte en Afrique (AGRA), une organisation dirigée par des Africains dont la mission est d'améliorer la sécurité alimentaire et les revenus de 30 millions de ménages agricoles dans 11 pays africains en 2021 en donnant, entre autres, accès à de meilleures semences et au crédit. Elle est également membre du conseil d'administration du Centre international de développement des engrais et du centre administratif d'Anand, au Gujarat.
Elle occupe également de nombreux autres postes, dont celui de présidente du conseil d'administration de l'Institut d'agriculture et d'élevage et de présidente du Centre national de recherche clinique du Rwanda. Elle a siégé au conseil consultatif de l'Institut international de recherche sur les politiques alimentaires et a géré un projet de la Banque mondiale au Rwanda.
Agnes Matilda Kalibata est membre du conseil d'administration du Centre international de développement des engrais (IDFC) depuis 2008, où elle préside le comité Afrique du conseil et est membre de leurs comités exécutif et d'audit. Elle est également membre de nombreux conseils d'administration nationaux et internationaux, notamment pour l'université du Rwanda, Africa Risk Capacity, le Global Agenda Council du Forum économique mondial, la Commission mondiale sur l'adaptation et le Malabo Montpellier Panel of Agriculture and Food Security Expert. En 2019, le Secrétaire général des Nations unies, António Guterres, la nomme comme son envoyé spécial pour le Sommet sur les systèmes alimentaires en 2021.

## Positions politiques
Agnes Matilda Kalibata joue un rôle déterminant dans la défense de l'égalité des sexes au Rwanda, soulignant les avantages économiques d'encourager les femmes à jouer un rôle plus public dans la société alors que le Rwanda se remettait du génocide Rwandais de 1994 qui a tué 800 000 personnes en trois mois et laissé la population rwandaise à 60 % de femmes,.

## Honneurs et récompenses
En 2012, elle reçoit le prix Yara (maintenant appelé Africa Food Prize ), qui récompense une personne ou une institution exceptionnelle menant l'effort pour changer la réalité de l'agriculture en Afrique. En 2018, l'Université de Liège lui décerne un doctorat honorifique pour la direction distingué.
Elle est récipiendaire de la NAS Public Welfare Medal 2019: décrite par les Académies nationales des sciences comme son prix le plus prestigieux, cette médaille est décernée chaque année à un scientifique utilisant la science pour le bien public.